# Французько-османський альянс

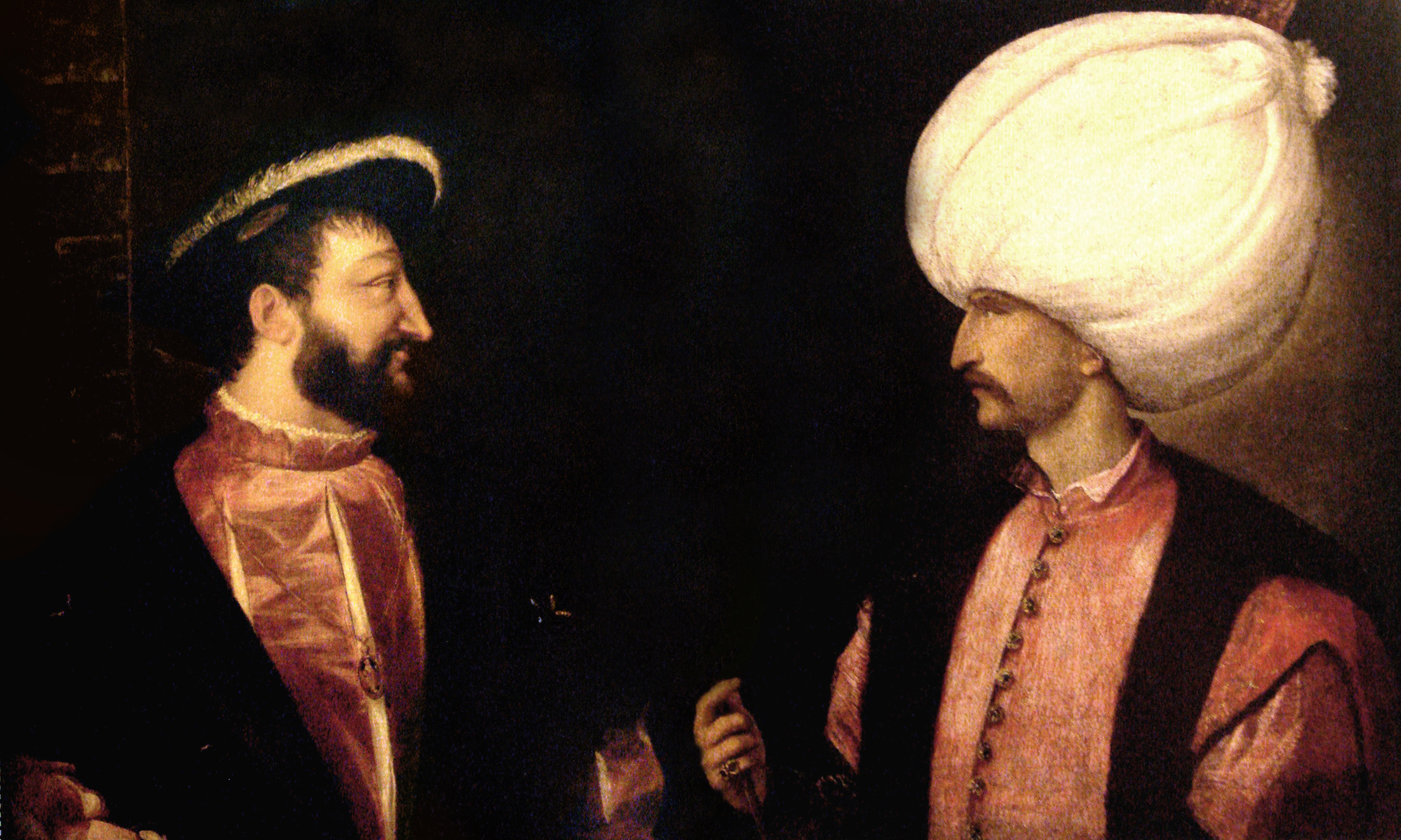
Франциск I і Сулейман. Насправді, вони ніколи не бачилися

Французько-османський союз — стратегічний або іноді тактичний альянс між Французьким королівством та Османською імперією на підґрунті взаємного інтересу у боротьбі зі спільними ворогами, в першу чергу — з світовою імперією Габсбургів.
Вперше був укладений між французьким королем Франциском I та османським султаном Сулейманом Пишним у 1528 році для координації спільних дій у боротьбі з державою Карла V Габсбурга. У християнській Європі, де ще панували ідеї спільних хрестових походів проти «невірних» турків, цей «святотатственний альянс між Лілією та Півмісяцем» спричинив скандал й тому зрідка афішувався, хоча фактично зберігався до часу вторгнення Наполеона до Єгипту в 1798 році. Свого піку французько-османський військовий союз досяг приблизно в 1553 р., під час правління у Франції Генріха II.

## Політичний бік
Альянс полягав у тому, що турки надавали французам фінансову підтримку та координували з ними свої бойові дії проти Габсбургів. Французи отримали привілейовані відносно інших християнських народів права вільного заходу до портів Османської імперії, торгівлі з Близьким Сходом та опікування «святими місцями». Французи сприяли рейдам османського флоту на чолі з адміралом Хайр ад-Діном Барбароссою й намагались узгодити час турецьких облог імперського Відня до власних війн з Габсбургами.
Французький посол, що за традицією жив в Стамбулі у Галатському передмісті, користувався значною вагою при Блискучій Порті упродовж всього існування французького «старого режима» (Ancien Régime). На межі XVI та XVII століть увага турецького уряду перекинулась з європейських справ на війни з перськими Сефевідами, які неодноразово надсилали до Генріха IV посольства з метою отримання його дипломатичної підтримки.
Людовик XIV відновив стосунки з султанами, регулярно приймаючи у Версалі турецьких послів. Одним з найуспішніших турецьких воєначальників того часу був француз Бонневаль-паша. Як завершальну сторінку французько-османських союзних відносин можна розглядати Кримську війну, коли Франція й Туреччина разом протистояли тому вирішенню Східного питання, на якому наполягала Росія. У ті роки навіть розповсюдилась легенда про те, що султан пов'язаний родинними зв'язками з Бонапартами через свою бабусю французького походження, Еме де Рівері.

## Культурний бік

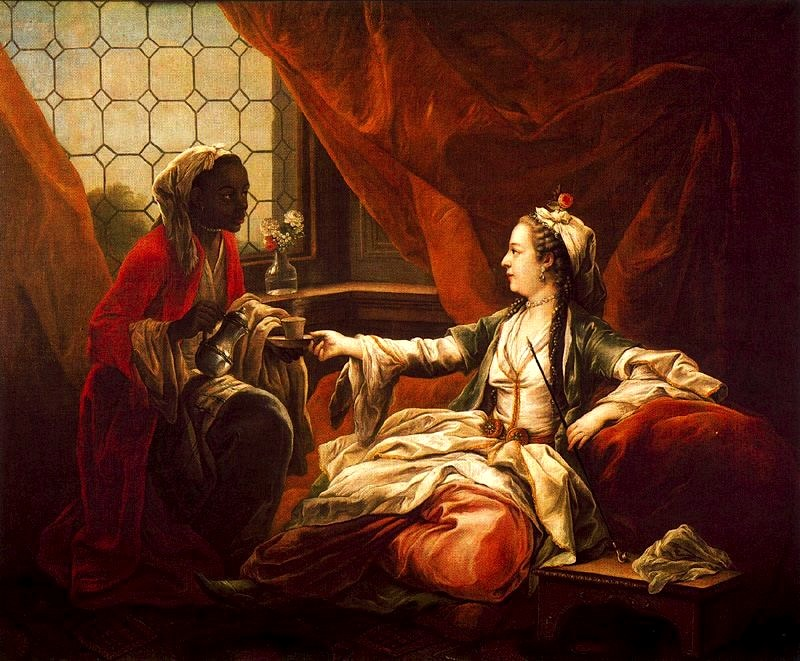
Шарль Андре ван Лоо. Портрет маркізи де Помпадур як султанші (1747)

Завдяки сприянню османської влади французькі негоціанти, такі, як Жан-Батист Таверньє, отримали можливість вільно перетинати всю Азію до самої Індії. Паралельно з європейською захопленістю «китайщиною» у Франції розповсюдилась імітація зовнішніх форм турецької та перської культур (Turquerie). Зокрема, дія багатьох опер відбувалась у східних гаремах. Підвищена цікавість сучасників Людовіка XIV до турецької культури з'явилась у п'єсах Мольєра і «Перських листах» Монтеск'є. 1704 року першим у Європі з'явився французький переклад «Тисячі й однієї ночі».